# Arcueil

Arcueil este o comună în departamentul Val-de-Marne, Franța, în suburbiile Parisului. În 2009 avea o populație de 19,548 de locuitori.